# Leptochloa obtusiflora
Leptochloa obtusiflora är en gräsart som beskrevs av Ferdinand von Hochstetter. Leptochloa obtusiflora ingår i släktet spretgräs, och familjen gräs. IUCN kategoriserar arten globalt som livskraftig. Inga underarter finns listade i Catalogue of Life.